# Chakudar
Chakūdar (persiska: چکودر) är en ort i Iran.   Den ligger i provinsen Khorasan, i den nordöstra delen av landet, 800 km öster om huvudstaden Teheran. Chakūdar ligger 647 meter över havet och antalet invånare är 722.
Terrängen runt Chakūdar är kuperad åt sydväst, men åt nordost är den platt. Runt Chakūdar är det glesbefolkat, med 20 invånare per kvadratkilometer. Chakūdar är det största samhället i trakten. Omgivningarna runt Chakūdar är i huvudsak ett öppet busklandskap.